# 郭德焜
郭德焜（1921年12月30日—1995年12月），台灣企業家，生於台南市中西區。1938年高雄中學校畢業隨即考取臺北高等學校高等科，畢業後同年負笈日本考取東京帝國大學經濟科，畢業後擔任東大研究室研究員。戰後回台在延平學院、台灣大學法學院任敎，台灣省合作金庫研究室研究員，北企銀副總經理、總經理，台北商銀總經理。民國66年創立坤德股份有限公司任董事長，民國84年12月過世。

## 生平
郭德焜於1946年1月參與「新生台灣建設研究會」的調查幹部，同年9月成立「私立延平學院」任經濟系教員，半年後卻因二二八事件被迫關閉。1949年政府開始抓與新生台灣建設研究會或延平的人，相關人員被捕處死或判刑，郭德焜逃至中南部鄉下躲藏數年。
任職延平學院期間跟朱華陽、賴永祥出版《中美商約論評》，但還未真正發行就因學校被查封而沒收了。這本書是針對一九四六年十一月四日中華民國和美國締結的「中美友好通商航海條約」而成的。內容有：1.米國極東政策略史, 2. 中美商約的意義, 3.最惠國條款 4.對中美商約的反響,5.中美商約全文。

## 家庭
郭江松、郭何勤治之子，配偶為郭林碧蓮，育有二子三女。

## 學歷
東京帝國大學經濟學碩士

## 外部連結
- 生徒卒業-臺灣總督府府報 （页面存档备份，存于）

日据时期台湾留日學生与战后台湾政治  李跃乾著  第146頁
- 戰後政治案件及受難者  電子資料庫 （页面存档备份，存于）
- 賴永祥先生和「私立延平學院」 （页面存档备份，存于）